# شطرنج (مسلسل)
شطرنج هو مسلسل تلفزيوني مصري من إنتاج عام 2015.

## قصة المسلسل
نورهان زوجة ضابط الشرطة طارق وهى ابنة رجل أعمال مهم، تتعرض نورهان للعديد من المشكلات بسبب رجال الأعمال المنافسين لشركة والدها مما ينتج عن ذلك مشاكل كثيرة وفي نفس الوقت هناك شخص يدعى فتحي زيدان يتزعم مجموعة اجرامية يقودها سراج الكومي ويحاول الضابط طارق الرفاعي القبض عليهم.

## بطولة
- وفاء عامر
- نضال الشافعي
- ريم البارودي
- ميس حمدان
- حازم سمير
- أيمن عزب
- ضياء عبد الخالق
- عمرو مهدي
- حمزة العيلي

### النجوم الكبار
- صلاح رشوان
- محمد أبو داوود
- هادي الجيار

### و نجوم المستقبل
- ماهر ماهر
- ياسمين صبري

### بالإشتراك مع
- صبحي خليل
- أميرة نايف
- محمد جمعة
- محمد حسني
- فلك نور
- إسماعيل فرغلي
- نسمة محمود
- دانا حمدان
- همت المغربي
- نورين كريم
- هند محمد علي
- حسين المملوك
- عنبر
- سمر جابر
- محمد حدرج
- محمود الدسوقي
- عنايات صالح
- هالة شحاتة
- سهيلة حسن
- الطفلة ندى سيف

### ضيوف الشرف
- أشرف زكي
- عاطف طنطاوي
- طارق النهري
- إنجي عبد الله

### ظهور خاص
- مادلين طبر